# Энтемена

«Для Нингирсу, первого воина Энлиля — Энтемена, энси Лагаша, которого Нанше избрала в [своём] сердце, великий энси Нингирсу, сын Энаннатума, энси Лагаша, сделал для Нингирсу, царя, который его любил, вазу из чистого серебра [и] камня (?), из которой Нингирсу пьёт, [и] преподнёс её Нингирсу в Энинну ради своей жизни. 
 В то время Дуду был санга Нингирсу».

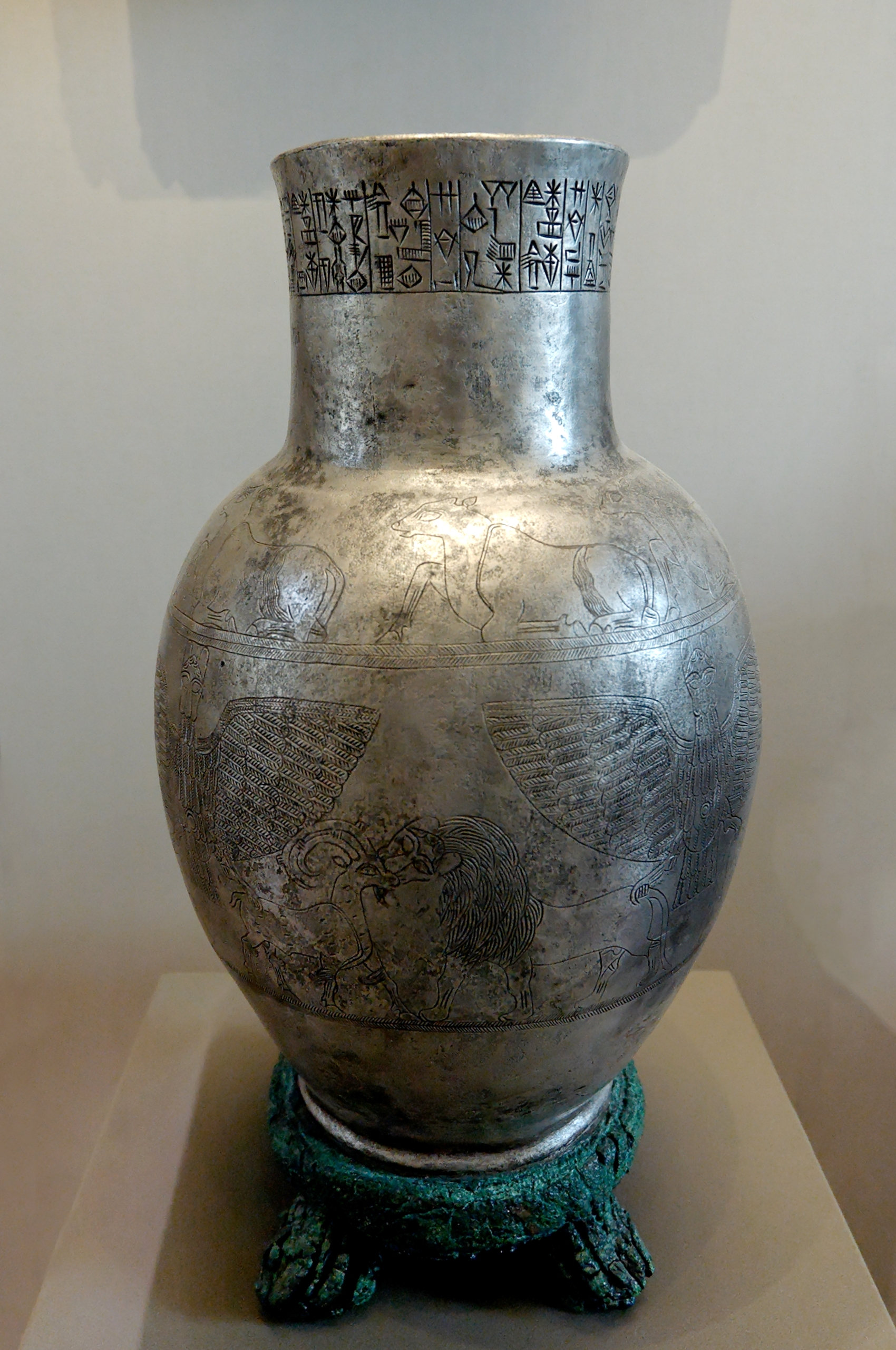
Серебряная ваза Энтемены (Лувр). Надпись гласит:«Для Нингирсу, первого воина Энлиля — Энтемена, энси Лагаша, которого Нанше избрала в [своём] сердце, великий энси Нингирсу, сын Энаннатума, энси Лагаша, сделал для Нингирсу, царя, который его любил, вазу из чистого серебра [и] камня (?), из которой Нингирсу пьёт, [и] преподнёс её Нингирсу в Энинну ради своей жизни.
В то время Дуду был санга Нингирсу».

Энтеме́на (Энметена) — правитель (энси) шумерского государства Лагаш, правил приблизительно в 2360—2340 годах до н. э., из I династии Лагаша.
Сын Энаннатума I, племянник Эанатума.

### Правление
В его правление энси Уммы Ур-Лумма призвал себе на помощь чужеземцев (возможно, эламитов, а, может быть и жителей Хамази) и вторгся на территорию Лагаша. Энтемена двинулся ему навстречу и под некой Гана-угиггой сразился с ним. Уммаиты потерпели поражение и бежали. Энтемена преследовал их до самой Уммы. Кроме того, лагашцы уничтожили отборный отряд Ур-Луммы из 60 воинов на берегу канала Лумма-гирнунта. По-видимому, вследствие этих неудач в войне в Умме вспыхнуло восстание, Ур-Лумма был свергнут и убит, а его место занял жрец Иль. Иль также отказался платить Лагашу дань и заявил свои претензии относительно территории Гуэдинны.

«Когда Иль, верховный жрец Забалама, (землю) от Гирсу до Уммы покорить задумал (?). Иль власть в Умме захватил, пограничный канал Нингирсу, пограничный канал Нанше, насыпь Нингирсу, на берегу Тигра расположенный, берега Гирсу, Намнундакигару Энлиля воды он лишил. Зерно Лагаша — 3600 гуров — себе присвоил. Энметена, энси Лагаша, - тот, кто по поводу этих каналов людей к Илю постоянно посылал. Иль, энси, чтобы поле в Умме отобрать, враждебно  "Пограничный канал Нингирсу, пограничный канал Нанше - мои" сказал, "От Антасуры до храма Димгальабзу контроль я устанавливаю" сказал. Энлиль (и) Нинхурсаг совершить этого ему не дали. Энметена, энси Лагаша, названный именем богом Нингирсу, по справедливому слову Энлиля, Нингирсу, Нанше канал этот от Тигра до Нуна провел. Фундамент Намнундакигары из камня он соорудил, для бога Нингирсу (и) своей любимой госпожи Нанше восстановил (букв. "на место его вернул"). Энметена — энси Лагаша, наделенный скипетром богом Энлилем, наделенный разумом богом Энки, найденный сердцем богини Нанше, управляющий хозяйством (букв. "энсигаль") бога Нингирсу, тот, кто словам богов внимает. Его бог - Шуль-Утуль. Ради жизни Энметены для Нингирсу и Нанше пусть вечно стоит эта стела! Если кто-либо из людей Уммы, желая отнять поле, пограничный канал Нингирсу, пограничный канал Нанше незаконно с севера перейдет, — будь он человек Уммы или другой страны, пусть Энлиль его уничтожит, пусть Нингирсу свою большую сеть на него набросит, свою могучую руку, свою могучую ногу пусть на него наложит, на жителей его города руку пусть поднимет, в городе его пусть (все живое) погубит!»— «Надпись Энметены на "историческом конусе"»
Как ни запутан составленный летописцами Энтемены текст, однако можно догадаться, что до войны дело не дошло, перемирие же было заключено на основании решения, навязанного какой-то третьей стороной — по-видимому, тем же чужеземным союзником Уммы. Была восстановлена прежняя граница, но граждане Уммы не понесли никакого наказания: они не только не должны были выплачивать долги или дань, им даже не пришлось заботиться о снабжении водой пострадавших от войны земледельческих районов.

«Для Нанше Э-энгурры Энтемена, энси Лагаша, которого Нанше избрала в своём сердце, великий энси Нингирсу, сын Энаннатума, энси Лагаша, построил Э-энгурру („Дом глубин“), финиковый сад, [и] отделал его для неё золотом и серебром. Он принёс его (глиняный гвоздь) в [Э-энгурру] [и] поместил его [там] для неё (Нанше)».

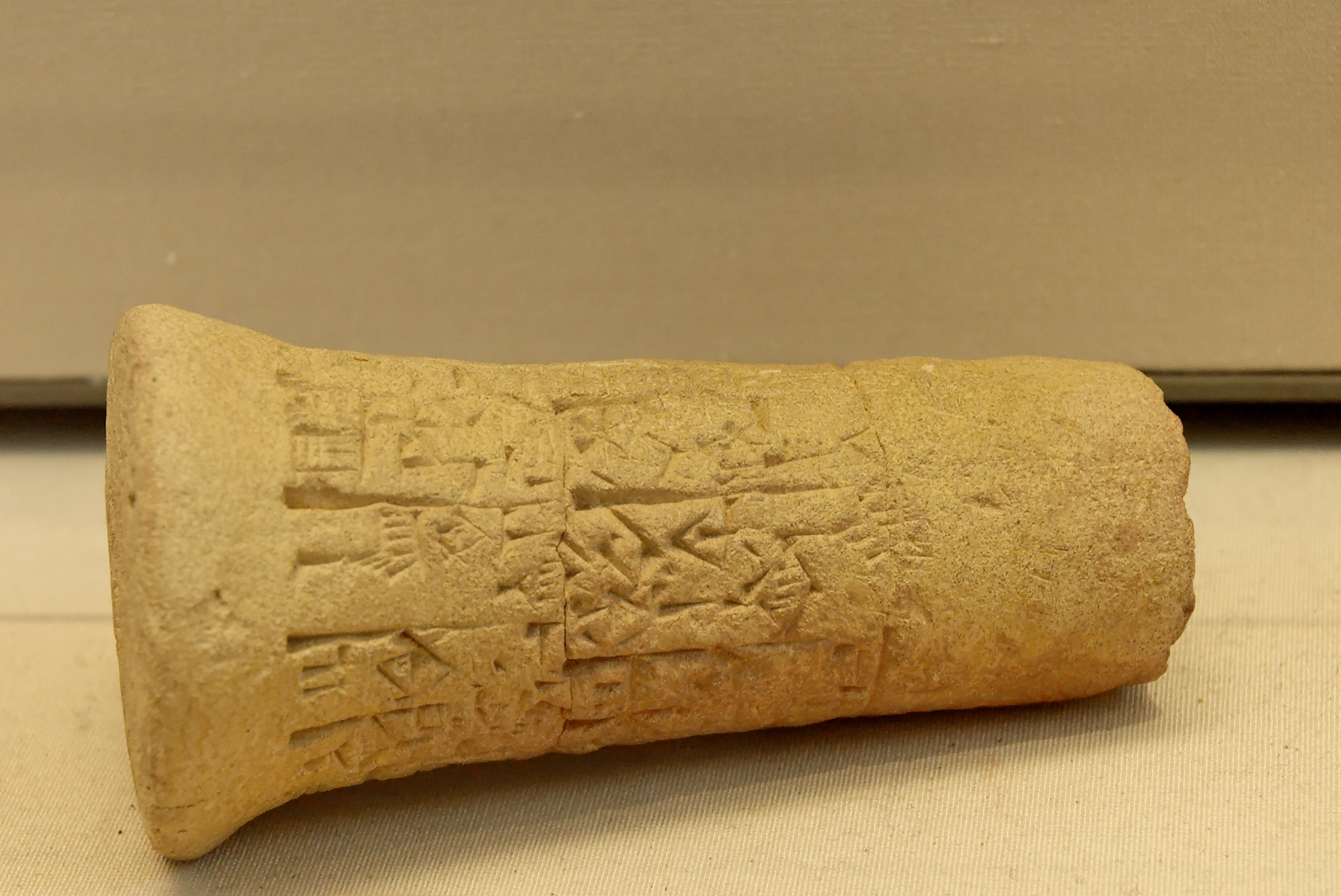
Глиняный гвоздь Энтемены (Лувр). Надпись гласит:«Для Нанше Э-энгурры Энтемена, энси Лагаша, которого Нанше избрала в своём сердце, великий энси Нингирсу, сын Энаннатума, энси Лагаша, построил Э-энгурру („Дом глубин“), финиковый сад, [и] отделал его для неё золотом и серебром. Он принёс его (глиняный гвоздь) в [Э-энгурру] [и] поместил его [там] для неё (Нанше)».

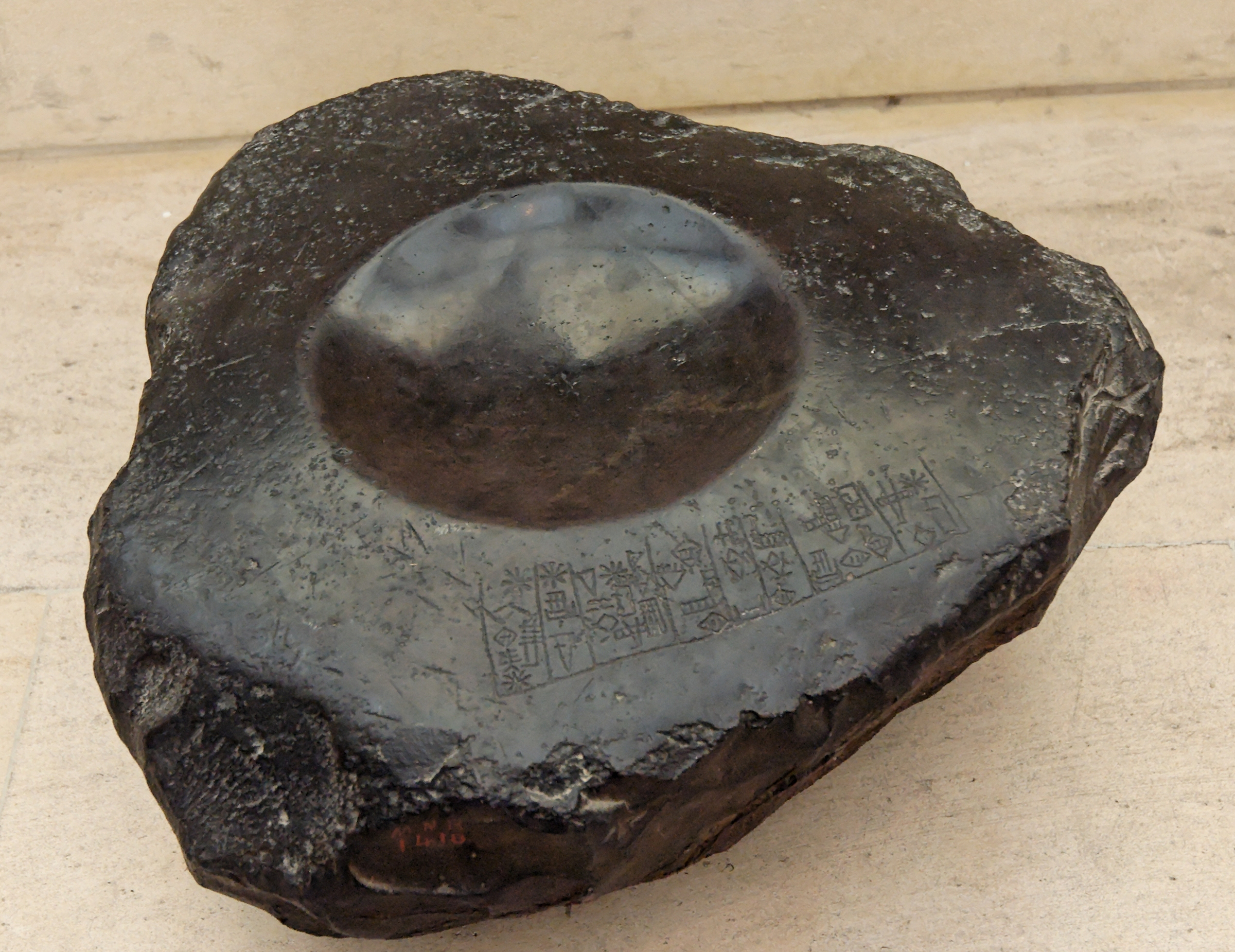
Стержень, содержащий имя Энтемены (Лувр)

Надписи Энтемены повествуют о строительстве храмов таких богов, как Нанна, Энки, Энлиля. Из этого перечня можно заключить, что власть Энтемены распространялась на Урук, Эреду, Ниппур и другие города. О влиянии Энтемены на ряд городов-государств Шумера говорят и такие факты: в Ниппуре была найдена семидесятишестисантиметровая миниатюрная диоритовая статуя этого правителя, в Уруке — надпись о заключении братского союза между Энтеменой и правителем Урука Лугалькингенешдуду и о предпринятом Энтеменой строительстве храма Инанны.
Существует много доказательств того, что Энтемена принимал активное участие в сооружении каналов не только в своём родном Лагаше, но и за его пределами. Одна из надписей Энтемены свидетельствует о наличии в Лагаше в то время 3600 полноправных граждан. Им противостояло, не считая рабов, несколько десятков тысяч свободного, но не полноправного населения.
Однако в самом Лагаше Энтемена не был полным хозяином. Рядом с ним ещё возвышалась фигура Дуду, верховного жреца (санга) главного бога Нингирсу. Дуду даже составлял надписи от собственного имени, некоторые документы имеют двойную датировку, по именам Энтемены и Дуду. Но Энтемена имел и прямое отношение к храмам. До нас дошёл текст об учреждении Энтеменой нового храма бога Энлилю на равнине или в степи, возможно, на ранее не осваивавшейся земле.
Возможно, Энтемена провел некоторые мероприятия, направленные главным образом на временное ослабление тягот поборов и повинностей, а также долгов и недоимок, лежавших на известных группах населения, а может быть, и некоторые законодательные реформы.
Энтемена правил около 20 лет (есть надпись, датированная 19-м годом его правления) и умер около 2340 до н. э. или несколько позднее. При жизни Энтемены в документах очень видное место занимает его сын Лума-тур или Хумма-Банда (имя читается по-разному, но значит оно «Младший (или юный) Лума (Хума)». Лума или Хума было прозвище Эанатума). По-видимому, этот сын был первенцем Энтемены, но он умер раньше своего отца и престол перешёл к другому сыну Энтемены Энаннатуму II.
| I династия Лагаша           |                                           |                        |
| Предшественник: Энаннатум I | правитель Лагаша ок. 2360 — 2340 до н. э. | Преемник: Энаннатум II |